# Beaver Creek (Maryland)
Beaver Creek es un lugar designado por el censo ubicado en el condado de Washington en el estado estadounidense de Maryland. En el Censo de 2010 tenía una población de 251 habitantes y una densidad poblacional de 148,64 personas por km².

## Geografía
Beaver Creek se encuentra ubicado en las coordenadas 39°34′43″N 77°38′52″O / 39.57861, -77.64778. Según la Oficina del Censo de los Estados Unidos, Beaver Creek tiene una superficie total de 1.69 km², de la cual 1.69 km² corresponden a tierra firme y (0%) 0 km² es agua.

## Demografía
Según el censo de 2010, había 251 personas residiendo en Beaver Creek. La densidad de población era de 148,64 hab./km². De los 251 habitantes, Beaver Creek estaba compuesto por el 91.24% blancos, el 6.37% eran afroamericanos, el 0.4% eran amerindios, el 0.4% eran asiáticos, el 0% eran isleños del Pacífico, el 0.8% eran de otras razas y el 0.8% pertenecían a dos o más razas. Del total de la población el 0.8% eran hispanos o latinos de cualquier raza.